# Mönchstraße 15 (Stralsund)
Das Gebäude Mönchstraße 15 in Stralsund ist ein denkmalgeschütztes Bauwerk in der Mönchstraße.

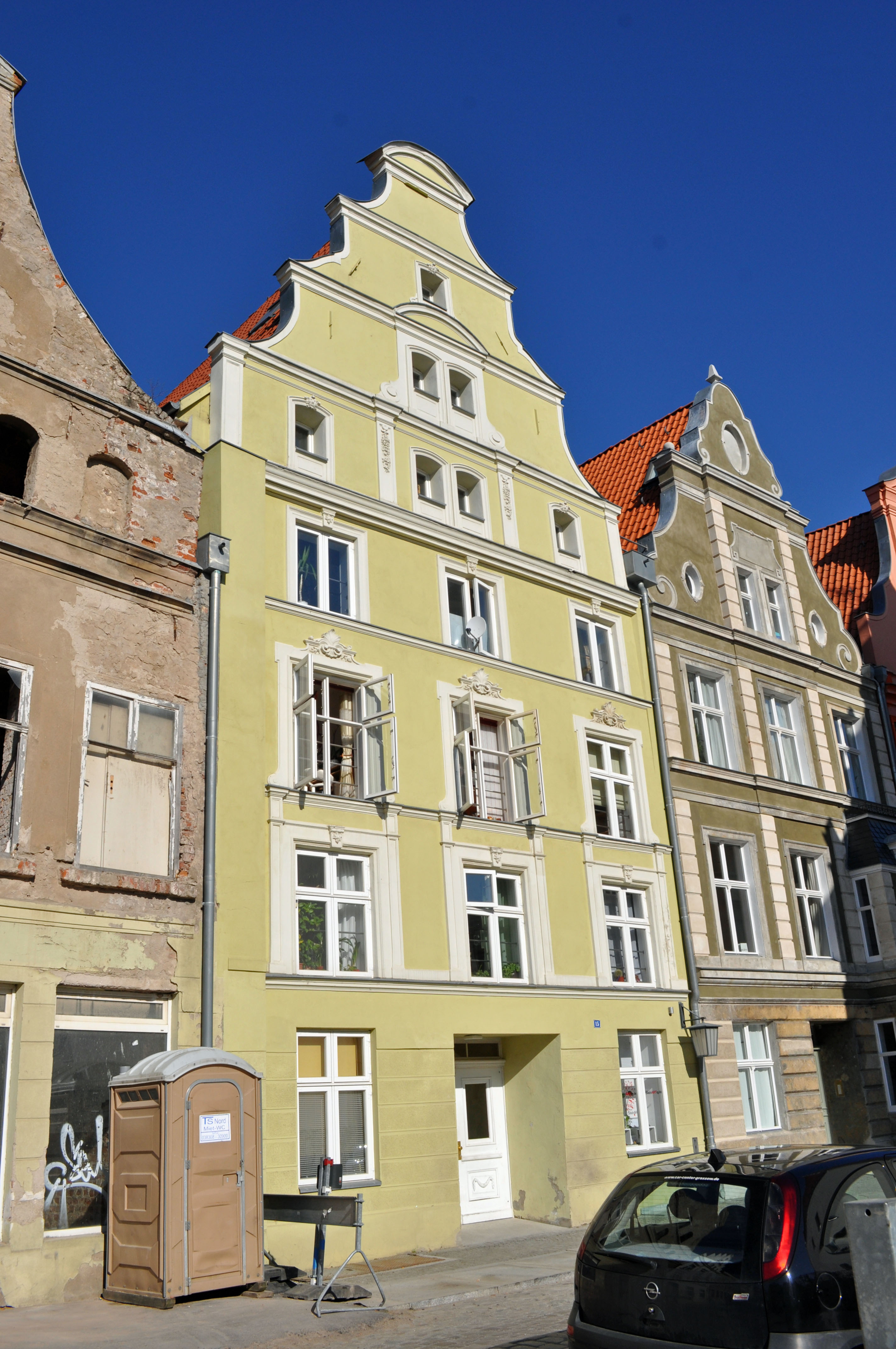
Haus Mönchstraße 15 in Stralsund (2012)

Das viergeschossige, dreiachsige Giebelhaus stammt im Kern aus dem 14. Jahrhundert und wurde im Jahr 1794 stark erneuert. Im 19. Jahrhundert wurde die heute sichtbare, barockisierende Fassade gestaltet. Die geschosstrennenden Gesimse sind auch im dreigeschossigen Schweifgiebel ausgeführt. Flache Pilaster bzw. Putzfaschen rahmen die Fenster, die zum Teil bekrönende Stuckornamente aufweisen.
Das Haus im Kerngebiet des von der UNESCO als Weltkulturerbe anerkannten Stadtgebietes des Kulturgutes „Historische Altstädte Stralsund und Wismar“ ist in die Liste der Baudenkmale in Stralsund eingetragen.